# سوار كلاتة (كتول)
سوار کلاتة (بالفارسية: ساورکلاته) هي قرية تقع في إيران في قسم کتول الریفي. يقدر عدد سكانها بـ 402 نسمة بحسب إحصاء 2016.